# Dungeonland
Dungeonland é um MOBA dungeon crawler produzido pela empresa brasileira Critical Studio e publicado pela com a Paradox Interactive, utilizando o motor Unity. O jogo foi lançado dia 29 de janeiro de 2013 para Windows, via Steam. A jogabilidade consiste em um grupo de 3 jogadores que exploram uma dungeon escolhendo cada um uma classe de personagem, e tentam vencer um quarto jogador que será o "Dungeon Master" e colocará obstáculos e inimigos pelo mapa.